# Catullo Gadda
Catullo Gadda (Milano, 23 marzo 1881 – ...) è stato un allenatore di calcio e calciatore italiano, di ruolo difensore.

## Carriera
Interessato al nuovo sport del calcio, entrò come difensore nella Mediolanum e, nel 1901, passò al Milan, formando con Hans Heinrich Suter la terza linea dell'undici titolare che il 5 maggio 1901 vinse a Genova contro il Genoa il primo scudetto della storia rossonera.
Dopo questo successo lasciò le scene calcistiche. Tornò ad avere che fare col pallone nel 1906, durante un viaggio di lavoro in Portogallo, quando conobbe José Monteiro da Costa, l'uomo che si stava occupando di rifondare il Porto dopo molti anni di inattività. Entrato a far parte della nuova compagine, si ritrovò ad essere subito il giocatore più esperto della rosa e per questo si prese l'incarico di guidare i compagni in campo. È perciò considerato il primo allenatore nella storia del Porto.

## Palmarès

### Calciatore

#### Club

##### Competizioni nazionali
- Campionato italiano: 1

Milan: 1901